# George Thomas Baird
George Thomas Baird (ur. 3 listopada 1847, zm. 21 kwietnia 1917) – polityk kanadyjski.

## Życiorys
Urodził się w Bairdsville w Carleton County w prowincji Nowy Brunszwik. Był mieszanego, szkocko-irlandzkiego pochodzenia. Jego rodzicami byli George Baird, Esq. i jego żona Frances Jane Bishop. Ukończył Bairdsville Public School, Carleton Grammar School i Provincial Normal School we Fredericton. Przez wiele lat pracował jako nauczyciel. Potem zmienił zawód i spróbował swych sił w biznesie. Został handlarzem drewnem, a potem ogólnym sprzedawcą. Był także kierownikiem urzędu pocztowego. W 1879 ożenił się z Idą Jane Sadler, córką kapitana Dextera W. Sadlera. Z tego związku urodziło się troje dzieci, dwóch synów i córka. Zainteresował się funkcjami publicznymi. Został sędzią pokoju dla hrabstwa Victorii. Po raz pierwszy został wybrany do House of Assembly w wyborach uzupełniających po rezygnacji deputowanego Richarda White’a L. Tibbittsa w 1884. Potem wygrywał wybory w 1886 i w 1890. Kiedy jego wybór w 1890 został oprotestowany, zrezygnował z mandatu. Po raz kolejny został wybrany w 1892. W 1895 został wybrany do Senatu. Zmarł w wieku 69 lat w swojej posiadłości w Andover. Jego żona zmarła w wieku 70 lat w 1930.